# ژاک پرن
ژاک پرن (فرانسوی: Jacques Perrin‎؛ زادهٔ ۱۳ ژوئیهٔ ۱۹۴۱ – ٢١ آوریل ٢٠٢٢)بازیگر سینما، هنرپیشه، تهیه‌کننده، کارگردان و فیلم‌نامه‌نویس اهل فرانسه بود.
از فیلم‌ها یا برنامه‌های تلویزیونی که وی در آن نقش داشته است می‌توان به زد، سینما پارادیزو، صحرای تاتارها ، سال عروس دریایی ، دختری با یک چمدان، گریز کودک بی‌گناه، جنایت‌های شخصی و گویا، روایتی از تنهایی اشاره کرد. ژاک پرن بازیگر و فیلم‌ساز فرانسوی در سن ۸۰ سالگی در تاریخ ۲۱ آوریل ۲۰۲۲ درگذشت.